# Нина Сицилиана

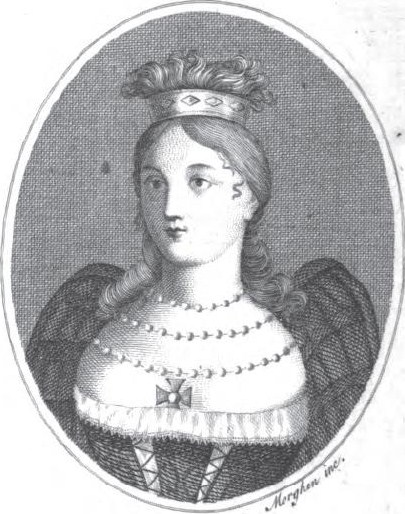
Нина Сицилиана

Нина Сицилиана, Нина Сицилийская (итал. La Nina Siciliana; 2-я пол. XIII века) — легендарная поэтесса, от которой до наших дней дошло единственное стихотворение — сонет Tapina in me, c'amava uno sparvero, благодаря которому она, возможно, оказывается первой итальяноязычной поэтессой, хотя историчность её существования оспаривается.
Впервые её произведения были опубликованы в 1780 году, вместе с трудами других 74 поэтов, в издании Étrennes du Parnasse (Choix de Poësies). Большинство учёных в настоящее время считают этот персонаж легендарным. В 1891 году Адольфо Боргоньони первым предположил, что Нина была вымышлена мужчиной-поэтом; с его мнением позже согласился Джулио Бертони. Боргоньони считал, что она была придумана наследниками издателя Филиппо Джинти во Флоренции в 1527 году.  Возможно, на её образ повлияло стихотворение Данте да Майано «К даме Нине, с Сицилии». Тем не менее, другие исследователи придерживаются мнения о её реальности.